# سحيم عصبي
سحيم عصبي (الاسم العلمي:Sehima nervosum) هو نوع من النباتات يتبع جنس السحيم من الفصيلة النجيلية.